# Hrabstwo Franklin (Floryda)
Franklin – hrabstwo w stanie Floryda, w USA. Jego siedzibą administracyjną jest Apalachicola, a największą miejscowością Eastpoint.
Według spisu w 2020 roku liczy 12 451 mieszkańców, w tym 81% to białe społeczności nielatynoskie. Powierzchnia hrabstwa to 2687 km² (w tym 1277 km² stanowią wody). Z gęstością 8,8 os./km² należy do najsłabiej zaludnionych hrabstw Florydy.
Hrabstwo obejmuje znaczną część lasu stanowego Tate’s Hell.

## Miejscowości
- Apalachicola
- Carrabelle

## CDP
- Eastpoint

## Sąsiednie hrabstwa
- Hrabstwo Liberty – północ
- Hrabstwo Wakulla – północny wschód
- Hrabstwo Gulf – zachód

## Polityka
Hrabstwo jest przeważająco republikańskie, gdzie w wyborach prezydenckich w 2020 roku, 68,3% głosów otrzymał Donald Trump i 31% przypadło dla Joe Bidena. 